# Heathen
Heathen – album Davida Bowiego wydany w 2002 roku. Przez wielu krytyków uznany najlepszym albumem Bowiego wydanym od czasu Scary Monsters (and Super Creeps) z 1980 roku.

## Lista utworów
Wszystkie piosenki napisane przez Davida Bowiego, wyjątki oznaczono.
| 1.  | "Sunday"                                                 | 4:45  |
|     |                                                          |       |
| 2.  | "Cactus" (Black Francis)                                 | 2:54  |
|     |                                                          |       |
| 3.  | "Slip Away"                                              | 6:05  |
|     |                                                          |       |
| 4.  | "Slow Burn"                                              | 4:41  |
|     |                                                          |       |
| 5.  | "Afraid"                                                 | 3:28  |
|     |                                                          |       |
| 6.  | "I've Been Waiting for You" (Neil Young)                 | 3:00  |
|     |                                                          |       |
| 7.  | "I Would Be Your Slave"                                  | 5:14  |
|     |                                                          |       |
| 8.  | "I Took a Trip on a Gemini Spaceship" (Norman Carl Odam) | 4:04  |
|     |                                                          |       |
| 9.  | "5:15 The Angels Have Gone"                              | 5:00  |
|     |                                                          |       |
| 10. | "Everyone Says 'Hi'"                                     | 3:59  |
|     |                                                          |       |
| 11. | "A Better Future"                                        | 4:11  |
|     |                                                          |       |
| 12. | "Heathen (The Rays)"                                     | 4:16  |
|     |                                                          |       |
|     |                                                          | 51:37 |
|     |                                                          |       |
+ "Wood Jackson" (Bonusowy utwór, dostępny tylko w wydaniu japońskim)

## Muzycy
- David Bowie – wokal, instrumenty klawiszowe, gitary, saksofon, stylofon, perkusja
- Tony Visconti – bass, gitary, flet, aranżacja smyczków, wokale
- Matt Chamberlain – bębny, programowanie bębnów, perkusja
- David Torn – gitary, pętle gitarowe, Omnichord
- The Scorchio Quartet:
  - Greg Kitzis – skrzypce
  - Meg Okura – skrzypce
  - Martha Mooke – altówka
  - Mary Wooten – wiolonczela

### Muzycy gościnni
- Carlos Alomar – gitara
- Sterling Campbell – instrumenty perkusyjne
- Lisa Germano – skrzypce
- Gerry Leonard – gitara
- Tony Levin – bass
- Mark Plati – gitara, bass
- Jordan Rudess – instrumenty klawiszowe
- The Borneo Horns:
  - Lenny Pickett
  - Stan Harrison
  - Steve Elson
- Kristeen Young – wokale, pianino
- Pete Townshend – gitara w "Slow Burn"
- Dave Grohl – gitara w "I've Been Waiting for You"